# Monteverdi Choir
The Monteverdi Choir ist ein 1964 von Sir John Eliot Gardiner gegründeter Chor.
Viele Choristen übernehmen regelmäßig solistische Aufgaben; einige ehemalige Mitsänger absolvierten erfolgreiche Solokarrieren.
Obwohl als Barockensemble gegründet, reicht das Repertoire des Chores von der Renaissance bis ins 20. Jahrhundert. Häufig ist das Ensemble mit den Orchestern des Gründers Gardiner aufgetreten, den English Baroque Soloists und dem Orchestre Révolutionnaire et Romantique.
Zum 250. Todestag von Johann Sebastian Bach verwirklichte der Chor das ehrgeizige Projekt der Bach Cantatas Pilgrimage, bei dem die meisten der 198 Kirchenkantaten Bachs in mehr als 60 europäischen Kirchen aufgeführt wurden.
Die Diskografie des Chores umfasst mehr als 100 Einspielungen, etliche davon mit Preisen ausgezeichnet. Der Chor wirkt regelmäßig bei Opernproduktionen mit, zuletzt in Freischütz (Berlioz/Weber), L’étoile und Carmen an der Opéra-Comique in Paris, mit der das Ensemble eine fünfjährige Kooperation vereinbart hat. 2012 war der Chor zu Gast bei dem in Berlin ansässigen Mahler Chamber Orchestra (Schumanns Manfred) und beim Orchestre National de France (Berlioz’ Grande messe des morts), jeweils unter Leitung Gardiners. Darüber hinaus führt der Chor mit Aufführungen von Beethovens Neunter Symphonie auch seine erfolgreiche Zusammenarbeit mit dem London Symphony Orchestra fort.